# Djupsjön (Hanebo socken, Hälsingland)
Djupsjön är en sjö i Bollnäs kommun i Hälsingland och ingår i Skärjåns huvudavrinningsområde. Sjön är 13,4 meter djup, har en yta på 0,128 kvadratkilometer och är belägen 289,4 meter över havet. Djupsjön ligger i Djupsjön-Römmaberget Natura 2000-område. Sjön avvattnas av vattendraget Djupsjöbäcken.

## Delavrinningsområde
Djupsjön ingår i det delavrinningsområde (677907-153580) som SMHI kallar för Utloppet av Djupsjön. Medelhöjden är 312 meter över havet och ytan är 2,83 kvadratkilometer. Det finns inga avrinningsområden uppströms utan avrinningsområdet är högsta punkten. Djupsjöbäcken som avvattnar avrinningsområdet har biflödesordning 2, vilket innebär att vattnet flödar genom totalt 2 vattendrag innan det når havet efter 51 kilometer. Avrinningsområdet består mestadels av skog (85 procent). Avrinningsområdet har 0,22 kvadratkilometer vattenytor vilket ger det en sjöprocent på 7,8 procent.